# Locomotive a vapore FAA 1-2, 7, 9-10
Le locomotive a vapore FAA 1-2, 7, 9-10 erano un gruppo di locotender Mallet a scartamento ridotto concepite per il servizio sulla Ferrovia Porto S. Giorgio-Fermo-Amandola, gestita dalla FAA.

## Storia
L'impiego di locomotive mallet presso la linea Porto S. Giorgio-Fermo-Amandola era stato previsto nel progetto di massima presentato dall'ingegner Besenzanica nel 1903 al consiglio provinciale di Ascoli Piceno, con l'obiettivo di trainare i treni merci della linea relegando i servizi passeggeri alle automotrici Ganz.
Il sistema Mallet era stato scelto poiché la loro articolazione e la presenza di due carrelli motori su una locomotiva rendevano il mezzo più agevole sulle curve oltre che più potente, e queste caratteristiche ne avevano garantito il successo su linee con caratteristiche simili a quelle della Fermo-Amandola, che presentava curve con raggio 80 m e salite che raggiungevano il 35 per mille.
Poco più di un anno dopo la posa della prima pietra dei cantieri per la costruzione della ferrovia, il 30 agosto 1906 fu consegnata a Porto S. Giorgio la prima locomotiva Mallet, la n.1, costruita dalla rinomata officina tedesca Borsig. Verso la fine dell'anno, l'8 dicembre, fu consegnata la seconda locomotiva, la n.2;
Entrambe le locomotive furono impiegate fin da subito per i treni cantieri, e secondo il progetto di Besenzanica queste dovrebbero essere state le uniche Mallet impiegate sulla linea, ma la cattiva resa in servizio dei rotabili Ganz, fece sì che si resero necessarie altre locomotive tradizionali, tra cui 3 mallet, di cui una nel 1910 e le altre due nel 1911.

## Caratteristiche
Queste locomotive erano caratterizzate da una livrea molto particolare, infatti dai documenti d'archivio si evince che queste avevano le casse dell'acqua e la cabina in verde vescica contornate da filetto rosso, la caldaia in nero tirato a lucido e le ruote e il telaio rossi. 
Presentavano due carrelli motori, quello frontale ospitava i cilindri a bassa pressione che avevano un diametro di .... mentre l'altro carrello ospitava quelli ad alta pressione dal diametro di 290 mm 
Erano dotate del freno di tipo riggenbach, e sopra la caldaia presentavano una campana a vapore che veniva suonata nelle prossimità dei tunnel, passaggi a livello e trincee oppure durante le manovre in stazione. 

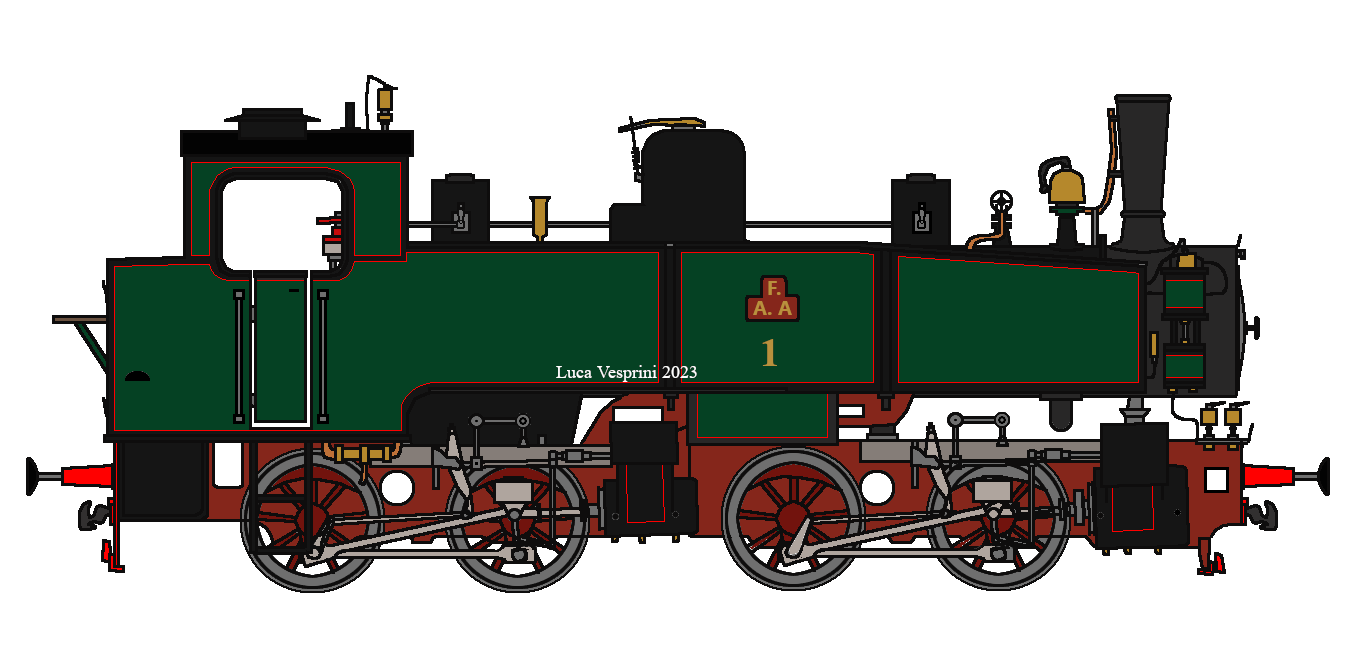
Figurino di una locomotiva Mallet della Fermo-Amandola

Siccome le locomotive vengono ordinate in periodi diversi queste avevano delle differenze tra di loro, per esempio, dalla n.7 in poi furono apportate delle modifiche per tenere le locomotive aggiornate con le ultime tecnologie, per esempio il lubrificatore meccanico, invece è dubbio il motivo perché questa locomotiva presentava il lato di guida dal lato destro in confronto al lato sinistro come le altre locomotive.

## Servizio
Le prime due locomotive mallet presero ufficialmente servizio a luglio 1908, cinque mesi prima dell'apertura della linea.
Siccome queste avevano dato prova di essere motrici molto prestanti, negli anni a seguire entrarono in servizio 3 ulteriori mallet dello stesso identico progetto, la n.7 a settembre 1910 e le ultime due a fine novembre 1911.
Queste erano impiegate sia per il servizio passeggeri che merci, e prestarono servizio fino al 1928 quando l'elettrificazione della linea venne ultimata rendendo obsolete le vaporiere.

### Il servizio dopo il 1928
All'elettrificazione della linea tutte e 5 le mallet risultavano in deposito a Fermo, con l'addizione della locomotiva Mallet n.25, trasferita dalla Sangritana nel 1926;
Le prime locomotive ad essere vendute furono le unità 1 e 9, cedute all'impresa Besenzanica (che all'epoca aveva costruito sia al Fermo-Amandola che la Sangritana) per la costruzione della ferrovia Voghera-Varzi;
Furono trasformate a scartamento normale presso le officine Greco di Reggio Emilia, e una volta finiti i lavori di costruzione della linea furono tenute come riserva termica.
Nel 1943, su disposizione del Ministero dei Trasporti, furono trasferite presso la ferrovia Ferrara-Codigoro gestita dalle ferrovie Padane, dove presero i numeri 32 e 31.
Prestarono servizio su questa linea fino al dopoguerra quando furono accantonate e smantellate a fine anni '60.
Mentre, la locomotiva n.7 fu trasformata per lo scartamento 1000 mm tra il 1930 e il 1931 per essere impiegata nei cantieri di trasformazione in ferrovia della Tramvia Roma-Civitacastellana-Viterbo, compiuti da Besenzanica.
Di questa locomotiva una volta svolte le mansioni nel cantiere si sono perse le tracce.
La locomotiva n.2 scambio la caldaia con la locomotiva n.10 a fine 1929 e rientrò in servizio a Fermo dopo una revisione generale il 18 marzo 1931;
Questa motrice rimase sulla linea natia come riserva termica, e, dopo essere sopravvissuta alle vicende belliche, rientrerà in servizio il 20 luglio 1944, insieme alla locomotiva 25, per incominciare la ricostruzione della ferrovia fermana.
nel 1945 questa locomotiva fu trasferita a Lanciano, dove dopo aver fatto il viaggio Porto S. Giorgio-S. Vito Chietino su un carro delle FS, fu trasportata su un rimorchio trainato da buoi.
Invece, la motrice n.10, dopo aver scambiato caldaia fu trasferita, dopo il cambio dello scartamento come fatto per la n.7, presso i cantieri della Roma Viterbo.
Una volta finiti i lavori, questa fu riportata a Fermo e venduta nel 1935 alla ditta Augusto Nota che la impiegò per il servizio minerario sulla ferrovia della Nurra in Sardegna dopo essere stata ricostruita presso la ditta Greco.
Su questa linea la locomotiva prese il numero 3, e nel dopoguerra gli fu dato il nome 'Graziella' visto che il direttore della miniera di Canaglia decise di dare i nomi delle proprie figlie alle locomotive della linea.
Nel 1963, mentre la mallet fermana si trovava presso le officine FCS per una revisione generale, la linea per Canaglia fu chiusa e le FCS decisero di comprare la mallet per impiegarla sulle proprie linee, scampando così alla demolizione.
La locomotiva non si rivelò adatta per il servizio sulle linee FCS, e fu collaudata per l'ultima volta nel 1967;
Da quell'anno la locomotiva si trova accantonata presso le officine di ferroviarie di Monserrato, senza che ci siano state delle prospettive di restauro, almeno estetico.
| N. di esercizio FAA | N. di fabbrica | Consegna        | Entrata in servizio | N. di esercizio FVV | N. di esercizio FP | N. di esercizio Ferromin | N. di esercizio FCS | Destino finale                             |
| ------------------- | -------------- | --------------- | ------------------- | ------------------- | ------------------ | ------------------------ | ------------------- | ------------------------------------------ |
| 1                   | Borsig 5900    | 30 agosto 1906  | 24 luglio 1908      | 1                   | 32                 | -                        | -                   | Smantellata a Ferrara nella fine degli '60 |
| 2                   | Borsig 5901    | 8 dicembre 1906 | 25 luglio 1908      | -                   | -                  | -                        | -                   | Smantellata a Lanciano nel 1956            |
| 7                   | Borsig 7610    | 10 agosto 1910  | 14 settembre 1910   | -                   | -                  | -                        | -                   | Ignoto                                     |
| 9                   | Borsig 8106    | 6 ottobre 1911  | 23 novembre 1911    | 9                   | 31                 | -                        | -                   | Smantellata a Ferrara nella fine degli '60 |
| 10                  | Borsig 8105    | 30 ottobre 1911 | 23 novembre 1911    | -                   | -                  | 3 'Graziella'            | 202                 | Accantonata a Monserrato                   |